# Distrikt Chincha Alta
Der Distrikt Chincha Alta liegt in der Provinz Chincha der Region Ica im Südwesten von Peru. Der am 2. Januar 1857 gegründete Distrikt hat eine Fläche von 238,34 km². Beim Zensus 2017 lebten 66.349 Einwohner im Distrikt. Im Jahr 1993 lag die Einwohnerzahl bei 49.748, im Jahr 2007 bei 59.574. Die Distriktverwaltung befindet sich in der im äußersten Südwesten des Distrikts auf einer Höhe von 97 m gelegenen Provinzhauptstadt Chincha Alta. Chincha Alta ist die einzige Gemeinde im Distrikt.

## Geographische Lage
Der Distrikt Chincha Alta liegt zentral in der Provinz Chincha. Der Distrikt besitzt eine Längsausdehnung in SSW-NNO-Richtung von 30 km sowie eine maximale Breite von 14 km. Im äußersten Südwesten befindet sich das Siedlungsgebiet im Distrikt. Im  Nordosten des Distrikts erheben sich die Berge der peruanischen Westkordillere. Am Fuße der Berge erstreckt sich eine wüstenhafte Landschaft.
Der Distrikt Chincha Alta grenzt im äußersten Südwesten an die Distrikte Chincha Baja, Sunampe und Grocio Prado, im  Westen an den Distrikt Pueblo Nuevo, im Nordosten an die Distrikte Chavín und San Juan de Yanac sowie im Südosten an den Distrikt Alto Larán.